# Claudio Mutter
Claudio Mutter (* 5. Januar 1996) ist ein Schweizer Unihockeyspieler, der beim Schweizer Club HC Rychenberg unter Vertrag steht.

## Karriere

### UHC Waldkirch-St. Gallen
Mutter spielte seine Juniorenzeit beim UHC Waldkirch-St. Gallen. Er durchlief dort alle Juniorenstationen und wurde zur Saison 2013 zum ersten Mal in einem Nationalliga A Meisterschaftsspiel der ersten Mannschaft eingesetzt. Trotz seines jungen Alters entwickelte er sich rasch zum Stammspieler im Kader der Ostschweizer.

### SV Wiler-Ersigen
Nach der erfolgreichen Saison 2014/15 wechselte der in der Offensive variabel einsetzbare Spieler zum SV Wiler-Ersigen. Er nahm mit seiner neuen Mannschaft am Ende der Saison 2014/15 am Indoor Sports Supercup teil und konnte diesen mit dem SV Wiler-Ersigen mit 6:2 gewinnen. Nach dem verlorenen Superfinal 2021 verkündete der SV Wiler-Ersigen, dass Mutter den Verein in Richtung Schweden verlassen wird.

### IK Sirius IBK
Auf die Saison 2021/22 wechselt Mutter zum schwedischen Verein SSL-Verein IK Sirius IBK.

### HC Rychenberg
Auf die Saison 2022/23 wechselt Mutter zum Schweizer Verein HC Rychenberg.

## Privat
Claudio Mutter ist der Bruder von Nico Mutter, ebenfalls Spieler des HC Rychenberg Winterthur.
Mutter ist mit der Schweizer Unihockeyspielerin Tanja Stella liiert. Im Jahr 2021 vollzogen beide gemeinsam den Wechsel aus der Schweiz nach Schweden zu IK Sirius IBK.